# Ян Мукаржовски
Ян Мукаржовски (на чешки: Jan Mukařovský; 11 ноември 1891 г., Писек, Австро-Унгария – 8 февруари 1975 г., Прага, Чехословакия) и чешки естетик, литературен критик и лингвист. Академик на Чехословашката академия на науките от 1951 г. или 1952 г.
Автор на творби по естетика на театъра, киното, визуалните изкуства и архитектурата. По думите на Юрий Лотман, Мукаржовски е „Признатият класик на естетическата мисъл“.

## Биография
През 1915 г. Мукаржовски завършва Карловия университет в Прага.
От 1929 г. преподава естетиката в същия университет, както и в Братислава. От 1938 г. е професор по естетика на Чешкия университет (от 1945 г. – Карлов университет) и Университета Коменски в Братислава. В периода 1948 – 1953 г. е ректор на Карловия университет.
През 1951 – 1962 г. е директор на Института по чешка литература към Академията на науките на Чехословакия.

## Приноси
Мукаржовски е сред водещите представители на чешкия структурализъм, и полага основите на семиологичния подход към анализа на литературния текст. Той е повлиян от феноменологичния метод на Едмунд Хусерл, идеите на Фердинанд дьо Сосюр, руската формална школа, както и от пражката естетична школа, основавана на теорията на Йохан Гербарт. През 1926 г. Мукаржовски влиза в Пражкия лингвистичен кръжок и става негов в активен участник.
Особено важни са трудовете му от 30-те и 40-те години, в които Мукаржовски изследва иконичния характер на изкуството и своеобразието на различните художествени езици, като обръща внимание на социалните функции на текста: „Общи принципи и развитие на новочешкия стих“ (Obecné zásady a vývoj novočeského verśe, 1934), „Предисловие към чешкия превод на „Теория на прозата“ на Шкловски“ (K českému překladu Šklovského Teorie prózy, 1934), „Естетическа функция, норма и естетическа ценност като социални факти“ (Estetická funkce, norma a hodnota jako sociální fakty, 1936), „Изкуството като семиологичен факт“ (Uméní jako sémiologický fakt, 1936), „За поетичния език“ (O jazyce básnickém, 1940) и други.

### Трудове
- Obecné zásady a vývoj novočeského verśe, 1934.
- K českému překladu Šklovského Teorie prózy, 1934.
- Estetická funkce, norma a hodnota jako sociální fakty, 1936.
- Uméní jako sémiologický fakt, 1936.
- O jazyce básnickém, 1940.

### Издания на чешки език
- Kapitoly z české poetiky. Praha, 1948. Dl 1 – 3.
- Studie z estetiky. Praha, 1966.
- Cestami poetiky a estetiky. Praha, 1971.
- Studie z poetiky. Praha, 1982.

### Издания на български език
- Студии по теория на изкуството, София: Наука и изкуство, 1993, 296 с.